# Wielandia laureola
Wielandia laureola là một loài thực vật có hoa trong họ Diệp hạ châu. Loài này được (Baill.) Petra Hoffm. & McPherson mô tả khoa học đầu tiên năm 2007.